# Tini - Tina
»Tini - Tina« je skladba in single glasbene skupine Time. Single je bil izdan leta 1976 pri založbi PGP RTB. Avtor glasbe in besedila je Dado Topić. Na B-strani singla je skladba »Dok sjedim ovako u tvojoj blizini«.

## Seznam skladb
| A stran | A stran                    | A stran |
| Št.     | Naslov                     | Dolžina |
| ------- | -------------------------- | ------- |
| 1.      | „Tini - Tina‟ (Dado Topić) | 4:06    |

| B stran | B stran                                                                | B stran |
| Št.     | Naslov                                                                 | Dolžina |
| ------- | ---------------------------------------------------------------------- | ------- |
| 1.      | „Dok sjedim ovako u tvojoj blizini‟ (Matjaž Jarc/Dado Topić/Dečo Žgur) | 4:54    |

## Zasedba
- Dado Topić - vokal
- Chris Nicholls - klaviature
- Ratko Divjak - bobni
- Vedran Božić - kitara
- Čarli Novak - bas kitara